# نووی کوستک
نووی کوستک (به لاتین: Novy Kostek) یک منطقهٔ مسکونی در روسیه است که در خاساویورت واقع شده‌است.